# Tour Saint-Jean (Vatican)
Pour les articles homonymes, voir Tour Saint-Jean.
La tour Saint-Jean (en italien : Torre San Giovanni) se trouve dans les jardins du Vatican, sur l'ancien tracé du mur léonin.

## Histoire
Il s'agit d'une ancienne tour médiévale située sur une colline dans la pointe occidentale de la Cité du Vaticanprès de radio Vatican qui donne sur les jardins du Vatican. La tour est située le long de l'ancien mur de la cité construit par le pape Nicolas III. Elle est tombée en désuétude au début du XVIe siècle. Elle est reconstruite par le pape Jean XXIII dans les années 1960.
De nos jours, la tour abrite des appartements pontificaux utilisés par les papes lorsque des travaux de maintenance sont en cours au palais apostolique. Elle est également réservée aux hôtes illustres des pontifes. En 1979, le pape Jean-Paul II y déménage temporairement, le temps que les travaux de rénovation soient achevés dans son appartement de fonction. En 1971, le cardinal hongrois József Mindszenty est autorisé, par le pape Paul VI, à rester dans la tour  lorsque le prélat est autorisé à quitter Budapest, où il avait vécu réfugié en tant que demandeur d'asile à l'ambassade des États-Unis en Hongrie durant quinze ans.
Après que le cardinal Tarcisio Bertone a remplacé le cardinal Angelo Sodano comme secrétaire d'État du Vatican, en 2006, le cardinal Bertone a vécu dans la tour tandis que le cardinal Sodano continuait à vivre dans la résidence officielle.
En juin 2008, le Vatican annonce que le pape Benoît XVI souhaite recevoir le président américain George W. Bush dans la Torre San Giovanni pendant la visite du Vatican par le président américain afin de remercier Bush pour son chaleureux accueil à la Maison-Blanche lors de sa visite d'avril 2008 aux États-Unis. En principe, les chefs d'État saluent le pape dans sa bibliothèque privée au palais apostolique.
Depuis juin 2014, la tour est le siège du nouveau dicastère créé par le pape François : le Secrétariat pour l'économie, créé par le motu proprio Fidelis dispensator et prudens et présidé par le cardinal George Pell. C'est le premier dicastère à s'installer dans la tour.